# Canestrini Antal
Canestrini Antal, Anton Canestrini (Cloz, 1743. május 18. – Gmünd, 1807. március 18.) bölcselet- és orvosdoktor, császári és királyi kincstári orvos

## Élete
Orvosdoktorrá lett 1768-ban Innsbruckban, azután gyakorlati kiképeztetése végett Bécsbe ment; itt ismerkedett meg Crantz tanárral, kivel a kórházak tanulmányozása végett Olaszországba utazott. 1771-ben legfelsőbb parancsból a lengyel határon kitört pestis megfigyelése s tovább terjedésének lehető megakadályozása céljából Magyarországba küldetett; feladatát szerencsésen megoldotta és a pestis terjedésének gátat vetett. 1773-ban hasonló célból a török határon működött sikerrel. 1776-ban Máramaros megyében rendezte a közegészségügyet, mire ezen megye főorvosa s az ottani kincstári bányák orvosa lett Máramarosszigeten. 1778-ban Nagybányán és 1785-ben Schwatzban (Tirol) működött, ahol a himlőoltást meghonosította.

## Munkái
Magyarországot illető munkái:
- Monita medico-politica ad non paucos, eosque potissimum habitatores ruris. Cassoviae, 1776.
- Dissertatio historica de peste, quae ab autumno anni 1770 usque ad mensem februarii 1771 in comitatu Zempliniensi grassabatur. Uo. 1777.
- Historia de utero duplici alterutro quarto graviditatis mense rupto in Hungaria a. 1781 in cadavere ab auctore invento. Aug. Vin., 1788.